# خوسيه فيكتور كرولي
خوسيه فيكتور كرولي (بالإسبانية: José Víctor Crowley)‏ هو رسام مكسيكي، ولد في 1935.